# Do Começo ao Fim
Do Começo ao Fim (tiếng Anh: From Beginning to End) là một bộ phim lãng mạn Brasil được sản xuất vào năm 2009. Đạo diễn là Aluizio Abranches người Brazil. Những nhân vật chính trong phim như Fábio Assunção, Júlia Lemmertz, Gabriel Kaufmann, Lucas Cotrim, João Gabriel Vasconcellos và Rafael Cardoso. Phim được công chiếu tại Brasil vào ngày 27 tháng 11 năm 2009. Bộ phim được nói đến đồng tính luyến ái và loạn luân- hai loại mối quan hệ thường hay bị mọi người kì thị và cấm kỵ. Nội dung chính của chuyện mà Aluizio Abranches là kể một câu chuyện tình yêu.
Phim được công bố chỉ chín bản, được hơn 100.000 khán giả xem và quan tâm. Bộ phim đang nằm trong danh sách 10 bộ phim Brasil được xem nhiều nhất năm 2009. Nó được chiếu trong hơn 30 liên hoan quốc gia và quốc tế và đã thương mại hóa tại hơn 30 quốc gia. Năm 2010, nó được phát hành trong DVD ở Brasil và đạt thành công. Tại Pháp, sau buổi ra mắt rất rực rỡ tại các rạp chiếu phim. Phiên bản đầu tiên của DVD và Blu-ray đã được bán hết trong vòng chưa đầy hai tuần và đã trở thành một sản phẩm bán chạy nhất trên toàn thế giới thông qua các trang web như Fnac và Amazon.

## Nội dung
- 1986 — Thomás được sinh ra với đôi mắt nhắm nghiền, và anh không mở chúng trong vài tuần sau khi sinh. Julieta, mẹ anh, không quan tâm, tin rằng khi Thomás sẵn sàng và muốn mở mắt ra, anh sẽ làm được. Những sự kiện này thấm nhuần niềm tin mãnh liệt vào ý chí tự do ở Thomás trẻ. Hai tuần sau khi sinh, Thomás mở mắt ra, dường như nhìn thẳng vào người anh em cùng mẹ khác cha năm tuổi của mình.
- 1992 — Julieta là một người vợ và một người mẹ yêu thương, làm việc trong một khoa cấp cứu của bệnh viện. Con trai út tự do của cô, Thomás, là sản phẩm của cuộc hôn nhân của cô với người chồng thứ hai Alexandre. Pedro, người chồng đầu tiên và là cha của đứa con trai cả Francisco, sống ở Argentina. Pedro và Julieta vẫn là những người bạn tốt. Trong thời thơ ấu, Francisco và Thomás rất thân thiết, có lẽ quá thân thiết theo Pedro, người mà họ dành kỳ nghỉ Giáng sinh ở Buenos Aires. Julieta nhận thức được mối quan hệ thân thiết của họ và cố gắng duy trì sự hiểu biết. Không lâu sau, Pedro chết.
- 2008 — Nhiều năm sau, khi Francisco 27 tuổi và Thomás 22, Julieta qua đời. Hai anh em trở thành tình nhân và một câu chuyện tình yêu khác thường xảy ra. Thomás được mời đến sống và huấn luyện ở Nga trong một vài năm để chuẩn bị cho Thế vận hội. Mặc dù đây là lần đầu tiên họ sẽ xa nhau, Thomás rời đi. Francisco đấu tranh mà không có Thomás. Anh gặp một người phụ nữ trong một câu lạc bộ và mặc dù anh cố gắng theo đuổi mối quan hệ với cô ấy, cả hai đều nhận ra anh ấy dành riêng cho người khác. Không thể xa nhau lâu hơn, Francisco du hành tới Nga và anh em đoàn tụ.

## Diễn viên
- Rafael Cardoso vai Thomás
  - Gabriel Kaufmann vai Thomás ở tuổi sáu
- João Gabriel Vasconcellos vai Francisco
  - Lucas Cotrim vai Francisco ở tuổi 11
- Júlia Lemmertz vai Julieta
- Fábio Assunção vai Alexandre
- Jean Pierre Noher vai Pedro
- Louise Cardoso vai Rosa
- Mausi Martínez

## Sản xuất

### Quay phim
Bộ phim được quay gần như hoàn toàn tại Rio de Janeiro, Brazil, với các phần được quay tại Buenos Aires, Argentina.

### Âm nhạc
Nhạc phim được phát hành vào tháng 12 năm 2009 và bao gồm âm nhạc của các nghệ sĩ Brazil như Maria Bethania, Angela Ro Ro, Simone và Zizi Possi.
| Bản nhạc phim gốc | Bản nhạc phim gốc                    | Bản nhạc phim gốc             | Bản nhạc phim gốc |
| STT               | Nhan đề                              | Performer(s)                  | Thời lượng        |
| ----------------- | ------------------------------------ | ----------------------------- | ----------------- |
| 1.                | "O Leãozinho"                        | Caetano Veloso                | 3:39              |
| 2.                | "Lágrimas de Diamantes"              | Paulinho Moska                | 4:15              |
| 3.                | "Ne me quitte pas"                   | Maria Gadú                    | 5:47              |
| 4.                | "Tango pra Tereza"                   | Ney Matogrosso                | 4:05              |
| 5.                | "Elevador"                           | André Abujamra                | 3:53              |
| 6.                | "Porque Eu Sei Que é Amor"           | Titãs                         | 4:17              |
| 7.                | "Folhas de Outono"                   | Zizi Possi và Ana Carolina    | 3:46              |
| 8.                | "Presente Passado"                   | Isabela Taviani               | 4:36              |
| 9.                | "Um Dia Um Adeus"                    | Vanessa da Mata               | 4:14              |
| 10.               | "Seu Olhar"                          | Seu Jorge                     | 4:00              |
| 11.               | "Bilhete no Fim"                     | Paulinho Moska                | 3:58              |
| 12.               | "Vidas Inteiras"                     | Adriana Calcanhotto           | 4:12              |
| 13.               | "Repare nos Meus Olhos"              | Zélia Duncan                  | 3:49              |
| 14.               | "Canção de Amor"                     | Bebel Gilberto                | 4:45              |
| 15.               | "Bem Pra Você"                       | Simone                        | 3:44              |
| 16.               | "Se Chovesse Você"                   | Eliana Printes và Chico César | 4:58              |
| 17.               | "Saudade"                            | Lenine và Maria Bethânia      | 3:45              |
| 18.               | "Todo Sentimento"                    | Chico Buarque                 | 5:04              |
| 19.               | "Só Vou Gostar de Quem Gosta de Mim" | Eliana Printes                | 5:18              |
| 20.               | "Outono"                             | Angela Ro Ro                  | 3:29              |
| 21.               | "Suburbano Coração"                  | Monica Salmaso                | 3:34              |
| 22.               | "Summer 78"                          | Yann Tiersen                  | 3:06              |
| Tổng thời lượng:  | Tổng thời lượng:                     | Tổng thời lượng:              | 80:00             |

## Phát hành
Bộ phim đã thu hút hơn 10.000 người xem trong buổi ra mắt cuối tuần. Chỉ phát trong chín rạp, bộ phim đã hoàn thành vị trí thứ sáu trong cuối tuần công chiếu.
Bộ phim được chiếu vào ngày 26 tháng 5 năm 2010, tại Liên hoan phim quốc tế Seattle, vào ngày 26 tháng 6 tại Liên hoan phim Frameline, vào ngày 9 tháng 7 tại Outfest Film Festival, và vào ngày 15 tháng 7 tại QFest.

### Tiếp thị
Đạo diễn đã đưa đoạn giới thiệu của bộ phim lên YouTube, tạo ra hơn 400.000 lượt xem và bình luận, từ sự phẫn nộ đến nhiệt tình.

## Tiếp nhận

### Hiệu suất phòng vé
From Beginning to End thu được 62.081 đô la trong chín rạp chiếu vào cuối tuần, 365.094 đô la vào cuối tuần thứ hai, bộ phim đã hoàn thành vị trí thứ sáu trong cuối tuần công chiếu. Bộ phim đã thu về $386,049 ở Brazil và $14,373 ở Đài Loan, với tổng số tiền nước ngoài là $400,422.

### Tiếp tân quan trọng
Bộ phim đã nhận được nhiều ý kiến trái chiều, một số người ca ngợi nó vì vẫn giữ được cốt truyện hay trong khi vượt qua các ranh giới và những người khác lên án nó như một cốt truyện thông thường sử dụng chủ đề để thu hút sự chú ý.